# Cesare Arici

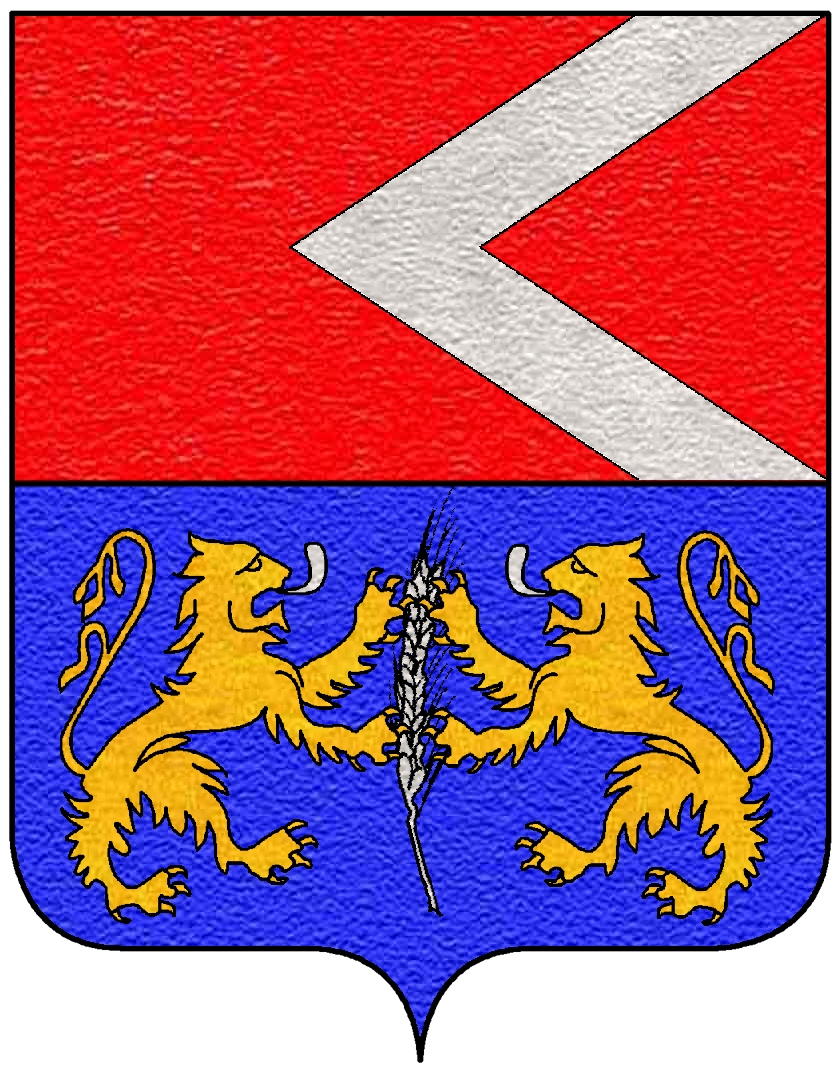
Stemma Arici

Cesare Arici (Brescia, 2 luglio 1782 – Brescia, 2 luglio 1836) è stato un poeta italiano.

## Biografia
Appartenente alla nobile famiglia bresciana degli Arici, Cesare rivelò fin da giovane una passione per la poesia e i classici latini e greci; nella sua vita insegnò al Liceo classico Arnaldo di Brescia e compose opere di carattere didascalico, mitologico e storico, che nella sua epoca lo collocarono tra i più importanti cultori di questi generi. Fra le sue opere, sono da ricordare il poemetto La coltivazione degli olivi e L'origine delle fonti, ma fece anche molte importanti traduzioni, tra cui quelle da Virgilio, Bacchilide e Catullo.
Fra il 1833 e il 1835 fu estensore del «Giornale della Provincia bresciana».
A lui fu intitolato nel 1882 l'Istituto "Cesare Arici" di Brescia, sede di scuola primaria, di scuola secondaria di primo grado e di ginnasio-liceo classico paritari.

## Opere
- La coltivazione degli olivi
- L'origine delle fonti